# Gransjön (Bjurholms socken, Ångermanland, 708661-166070)
Gransjön är en sjö i Bjurholms kommun i Ångermanland och ingår i Leduåns huvudavrinningsområde. Sjön har en area på 0,0819 kvadratkilometer och ligger 296,5 meter över havet. Vid provfiske har abborre fångats i sjön.

## Delavrinningsområde
Gransjön ingår i det delavrinningsområde (708724-165971) som SMHI kallar för Utloppet av Stensvattnet. Medelhöjden är 290 meter över havet och ytan är 13,43 kvadratkilometer. Räknas de 2 avrinningsområdena uppströms in blir den ackumulerade arean 22,23 kvadratkilometer. Avrinningsområdets utflöde Leduån mynnar i havet. Avrinningsområdet består mestadels av skog (58 procent). Avrinningsområdet har 2,33 kvadratkilometer vattenytor vilket ger det en sjöprocent på 17,4 procent.